# Vladímir Chaguin

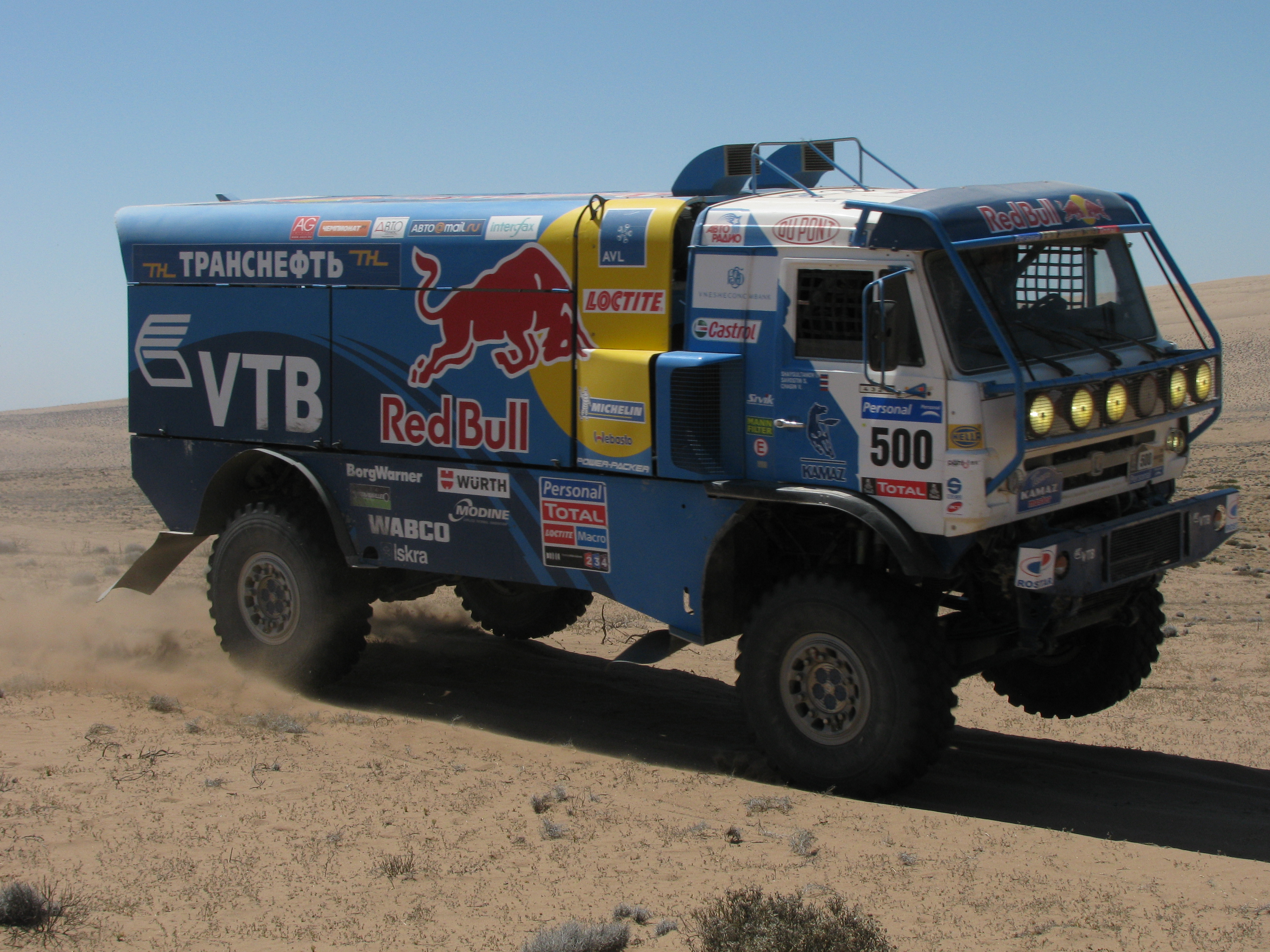
Vladímir Chaguin, Rally Dakar 2011.

Vladímir Guennádievich Chaguin (en ruso: Владимир Геннадиевич Чагин; a veces transcrito a la francesa como Vladimir Tchaguine, Perm, 5 de enero de 1970) es un expiloto de rallies ruso. Fue siete veces ganador del Rally Dakar en la categoría de camiones, al volante de un Kamaz, este piloto cuenta con el récord de 63 etapas ganadas en el Rally Dakar.

## Rally Dakar
Su primera participación se produjo en 1996, edición en la que terminó quinto. Tras dos abandonos en 1997 y 1999, fue el vencedor en las ediciones de 2000, 2002, 2003 y 2004. En 2005 terminó 18º por problemas mecánicos y en 2006 volvió a vencer tras la eliminación del DAF del holandés Jan de Rooy. En 2007 abandonó durante el transcurso de la quinta etapa al volcar su camión mientras intentaba recuperar el tiempo perdido en una avería mecánica.
En 2010, el segundo año cuando el Rally Dakar se disputaba en la Argentina y Chile, Chagin venció por sexta vez y en 2011, repitió su hazaña. El 16 de febrero de ese mismo año, anunció su retiro como piloto.
Actualmente se desempeña como Gerente del equipo Kamaz Master.

## Resultados

### Rally Dakar
| Año                           | Categoría                   | Vehículo                    | Posición                    | Etapas                      |                             |
| Participaciones como piloto   | Participaciones como piloto | Participaciones como piloto | Participaciones como piloto | Participaciones como piloto | Participaciones como piloto |
| ----------------------------- | --------------------------- | --------------------------- | --------------------------- | --------------------------- | --------------------------- |
| 1996                          | Camiones                    | Kamaz                       | 5.º                         | -                           |                             |
| 1997                          | Camiones                    | Kamaz                       | Ret.                        | -                           |                             |
| 1998                          | Camiones                    | Kamaz                       | Ret.                        | -                           |                             |
| 2000                          | Camiones                    | Kamaz                       | 1.º                         | 4                           |                             |
| 2001                          | Camiones                    | Kamaz                       | Ret.                        | 5                           |                             |
| 2002                          | Camiones                    | Kamaz                       | 1.º                         | 7                           |                             |
| 2003                          | Camiones                    | Kamaz                       | 1.º                         | 2                           |                             |
| 2004                          | Camiones                    | Kamaz                       | 1.º                         | 4                           |                             |
| 2005                          | Camiones                    | Kamaz                       | 18.º                        | 6                           |                             |
| 2006                          | Camiones                    | Kamaz                       | 1.º                         | 7                           |                             |
| 2007                          | Camiones                    | Kamaz                       | Ret.                        | 2                           |                             |
| 2009                          | Camiones                    | Kamaz                       | 2.º                         | 4                           |                             |
| 2010                          | Camiones                    | Kamaz                       | 1.º                         | 9                           |                             |
| 2011                          | Camiones                    | Kamaz                       | 1.º                         | 7                           |                             |
| Participaciones como copiloto |                             |                             |                             |                             |                             |
| 1991                          | Camiones                    | Kamaz                       | 5.º                         | -                           |                             |
| 1999                          | Camiones                    | Kamaz                       | 2.º                         | 6                           |                             |
| Fuente:                       |                             |                             |                             |                             |                             |